# Culross
Culross (gaélico: Cuileann Ros) es un pueblo y  antiguo burgo real en la costa este de Escocia en Reino Unido, en el concejo de Fife. Originalmente la ciudad era un puerto en el Firth of Forth, la tradición atribuye su fundación a San Servan de Culross (Saint Serf).

## Historia - economía
En los siglos XVI y XVII, la ciudad fue un importante centro de industria minera, y contaba con la única mina del mundo que se extendía bajo el mar, en 1575, la cual fue destruida por una tormenta en 1625. 
La localidad también tenía actividad en la curación de pescado y el comercio portuario. Sin embargo, estas actividades disminuyeron y bajo el reinado de la reina Victoria, Culross era prácticamente una ciudad fantasma. Desde entonces y en la actualidad, el casco antiguo ha sido restaurado y se ha convertido en destino turístico por su imagen pintoresca como ejemplo de arquitectura tradicional escocesa.
Las viejas calles de Culross fueron escenario de algunas de las escenas de la serie Outlander, sobre todo en la primera temporada.

## Galería

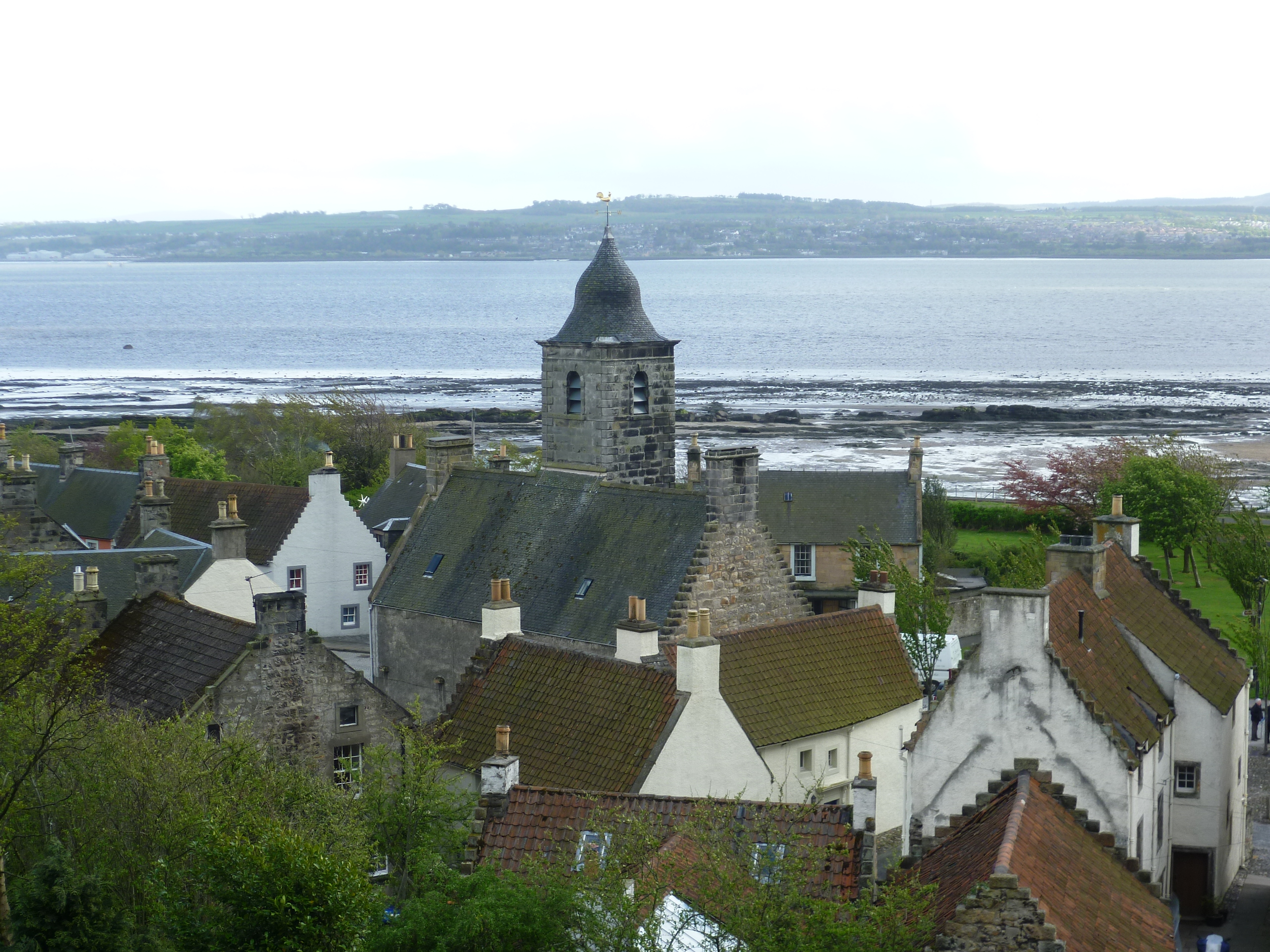
Vista de la villa
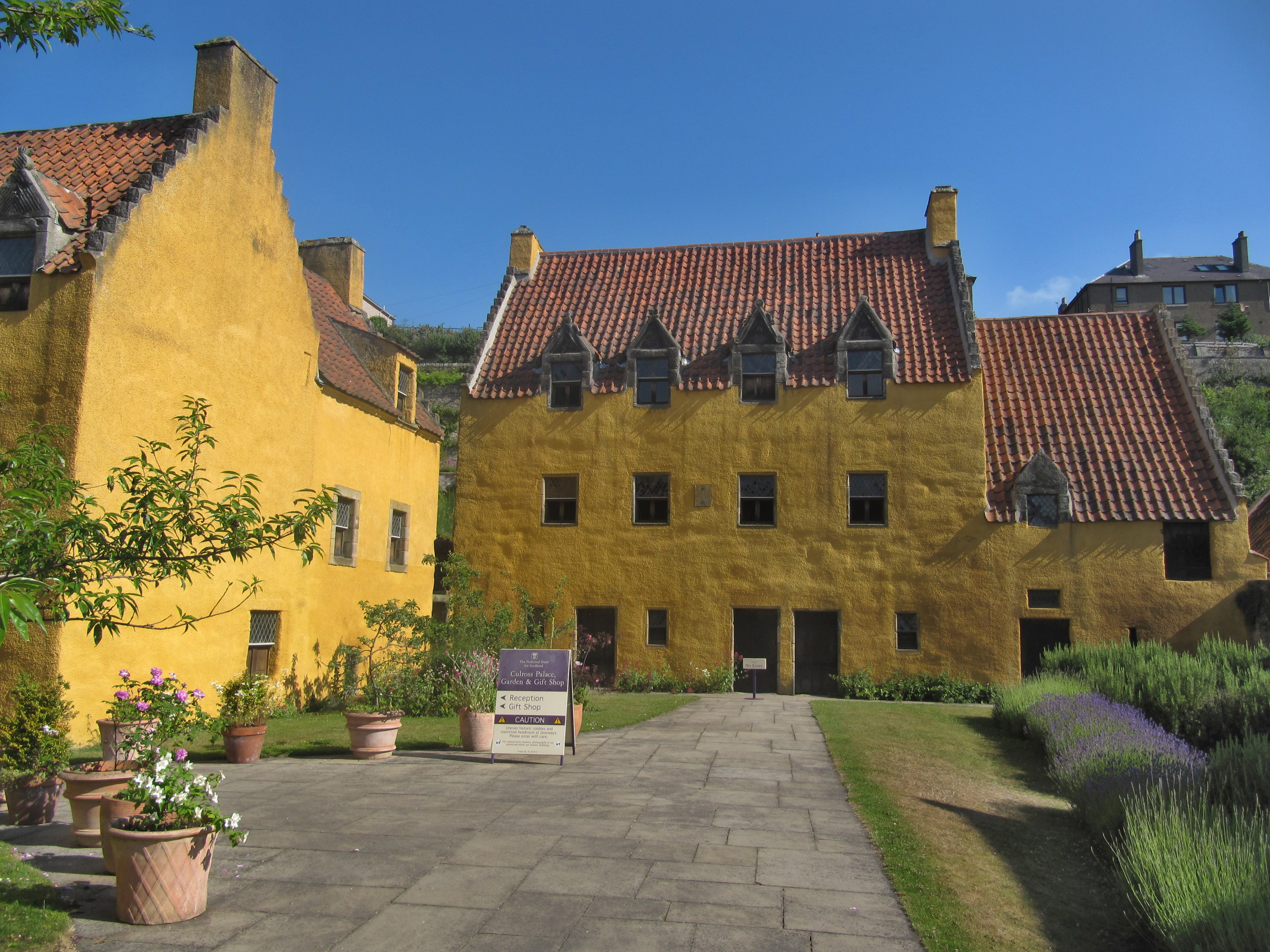
Palacio de Culross
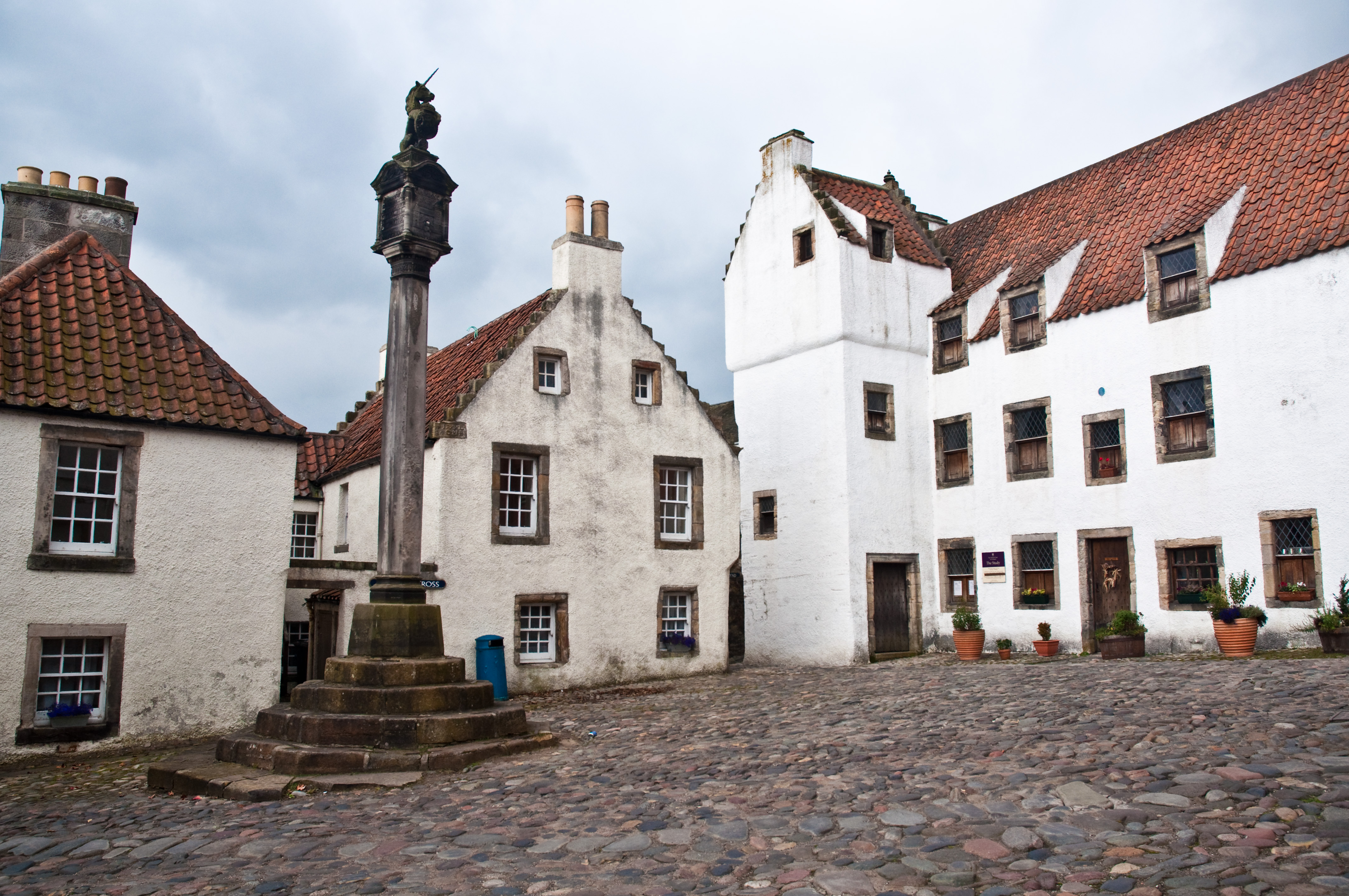
Crucero del Mercado
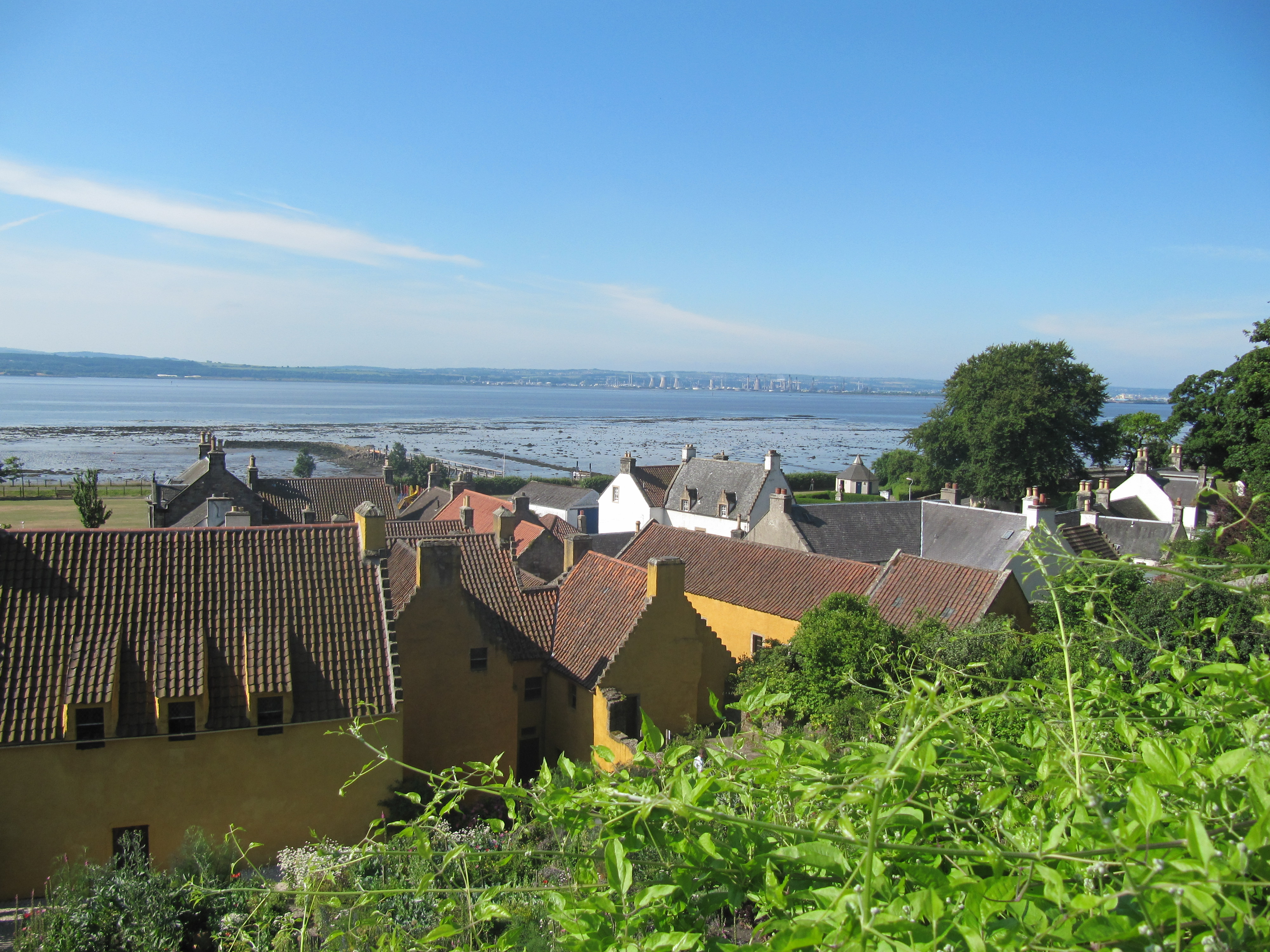
Tejados
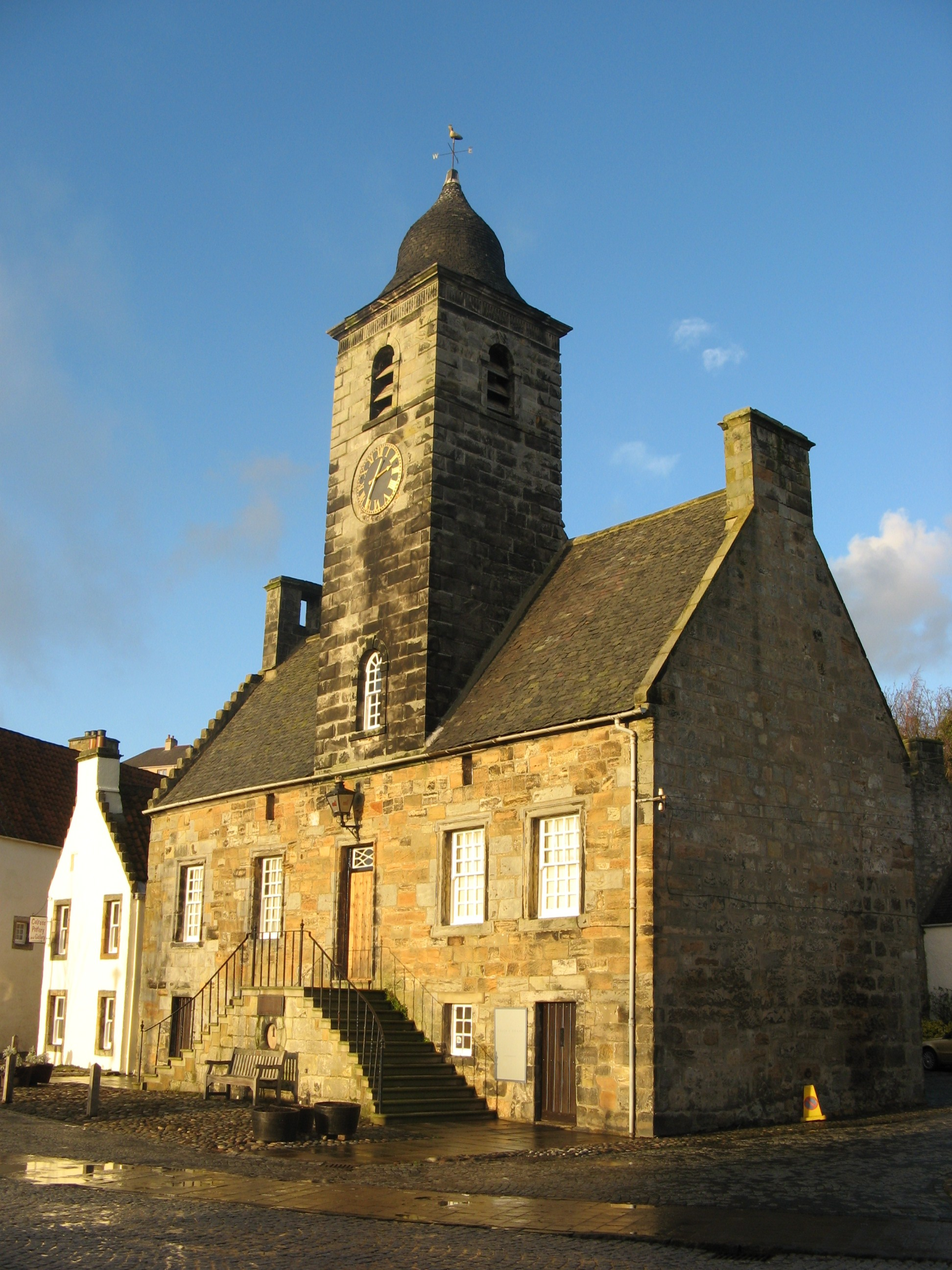
Ayuntamiento
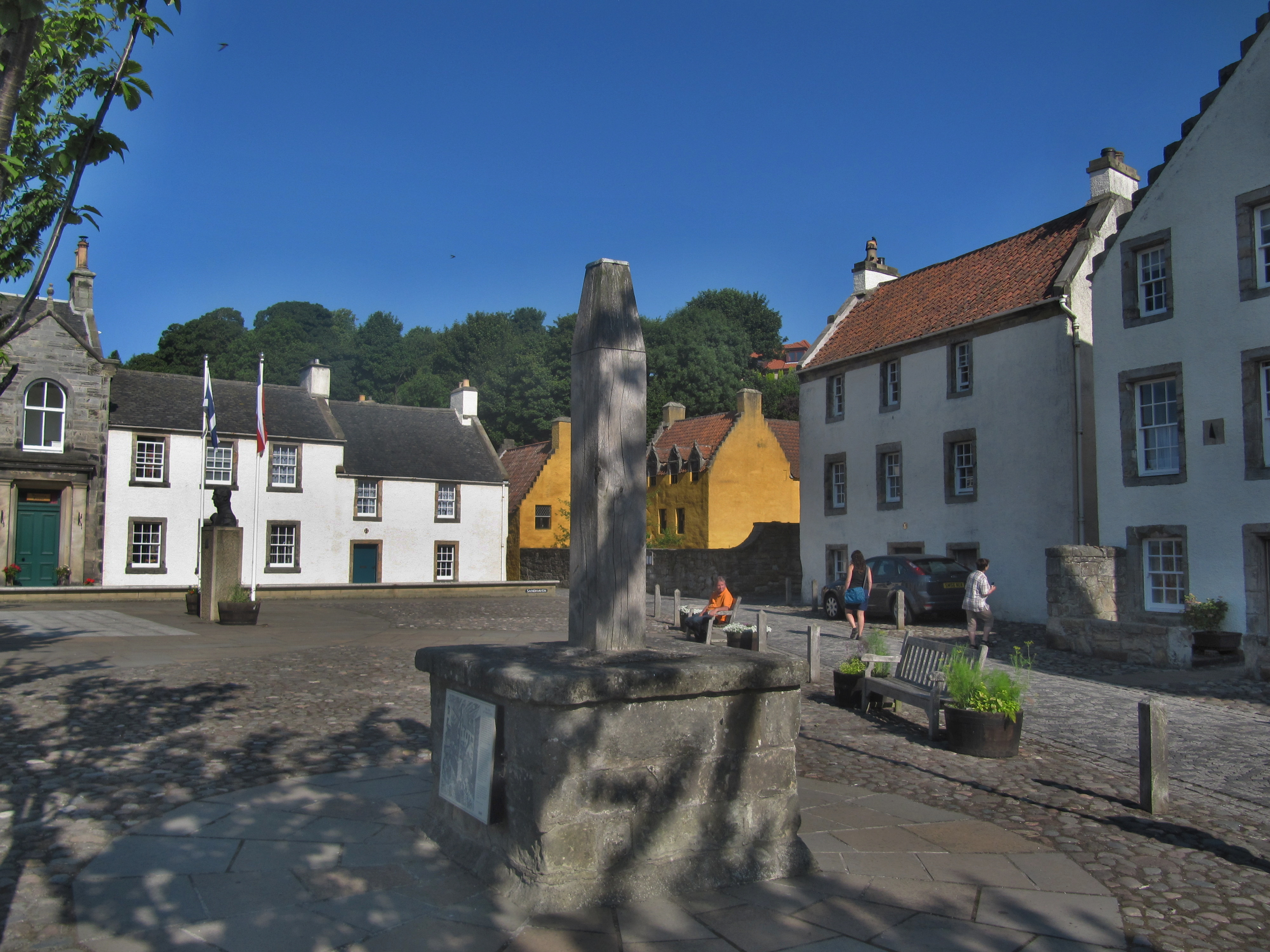
Plaza de Culross

- Portal:Escocia. Contenido relacionado con Escocia.